# Vasil Etropolski
Vasil Mihajlov Etropolski (in bulgaro Васил Михайлов Етрополски?; Sofia, 18 marzo 1959) è un ex schermidore bulgaro, vincitore di una medaglia d'oro, due d'argento e due di bronzo ai campionati mondiali di scherma. Vincitore anche di 3 Coppe del Mondo di scherma.
È il fratello gemello di Hristo Etropolski.